# Elle Milano
Gli Elle Milano sono stati un gruppo alternative rock di Brighton (Inghilterra), costituita da quattro elementi.
La band era conosciuta per avere un grande catalogo di canzoni, di cui la maggior parte disponibile online.
Il 27 ottobre 2008 il gruppo si sciolse, un mese dopo aver cancellato una serie di concerti tra fine settembre e inizio ottobre.

## Discografia

### Album
- Acres of Dead Space Cadets (14 aprile 2008)

### Singoli
- My Brother, The Astronaut (5 novembre 2007)
- Meanwhile in Hollywood... (31 marzo 2008)
- Laughing All the Way to the Plank (23 giugno 2008)

### EP
- Swearing's for Art Students (3 aprile 2006)